# Elecciones estatales de Schleswig-Holstein de 2022
Las elecciones estatales de Schleswig-Holstein de 2022 se llevaron a cabo el 8 de mayo de 2022 para elegir al vigésimo Parlamento Regional Schleswigense-Holsteiniano. El gobierno actual es una coalición de la Unión Demócrata Cristiana (CDU), Los Verdes y el Partido Democrático Libre (FDP), encabezada por el ministro-presidente Daniel Günther.

## Sistema electoral
El Parlamento Regional se elige mediante la representación proporcional mixta. 35 miembros son elegidos en distritos electorales de uninominales a través de Escrutinio mayoritario uninominal. Luego se asignan 34 miembros utilizando la representación proporcional compensatoria. Los votantes tienen dos votos: el "primer voto" para los candidatos en distritos uninominales y el "segundo voto" para las listas de los partidos, que se utilizan para llenar los escaños proporcionales. El tamaño mínimo del Parlamento es de 69 miembros, pero si hay escaños sobresalientes, se agregarán escaños de nivelación proporcional para garantizar la proporcionalidad. Un umbral electoral del 5% de los votos válidos se aplica al Parlamento; los partidos que caen por debajo de este umbral y no logran ganar al menos una circunscripción, no son elegibles para recibir escaños. Los partidos que representan a la minoría danesa del sur de Schleswig, como la Asociación de Votantes del Schleswig Meridional, están exentos del umbral.

## Contexto
En las elecciones anteriores celebradas el 7 de mayo de 2017, la CDU siguió siendo el partido más votado con el 32,0% de los votos emitidos, un aumento de 1,2 puntos porcentuales. El SPD perdió tres puntos y quedó segundo con el 27,3% de los votos. Los Verdes ganaron el 12,9% (-0,3pp), el FDP ganó el 11,5% (+3,3pp) y el SSW ganó el 3,3% (-1,3pp). La AfD participó en sus primeras elecciones en Schleswig-Holstein, ganando un 5,9%.
El SPD había liderado una coalición con los Verdes y SSW desde 2012, pero este gobierno perdió la mayoría en las elecciones. Posteriormente, la CDU formó una coalición con los Verdes y el FDP, y Daniel Günther se convirtió en ministro-presidente.

## Partidos participantes
Las listas estatales de 16 partidos fueron admitidas para la elección. Además, otros tres partidos y tres candidatos independientes se postulan solo en los distritos electorales:
| Partido | Sigla                | Cabeza de lista         | Candidatos distritales | Candidatos de lista |
| --- | -------------------- | ----------------------- | ---------------------- | ------------------- |
| Unión Demócrata Cristiana de Alemania                                                                                           | CDU                  | Daniel Günther          | 35                     | 76                  |
| Partido Socialdemócrata de Alemania                                                                                             | SPD                  | Thomas Losse-Müller     | 35                     | 48                  |
| Alianza 90/Los Verdes | GRÜNE                | Monika Heinold          | 35                     | 50                  |
| Partido Democrático Libre | FDP                  | Bernd Buchholz          | 35                     | 29                  |
| Alternativa para Alemania | AfD                  | Jörg Nobis              | 35                     | 10                  |
| Die Linke | DIE LINKE            | Susanne Spethmann       | 35                     | 12                  |
| Asociación de Votantes del Schleswig Meridional                                                                                 | SSW                  | Lars Harms              | 13                     | 20                  |
| Partido Pirata de Alemania | PIRATEN              | Mark Hintz              | –                      | 7                   |
| Freie Wähler | FREIE WÄHLER         | Gregor Voht             | 23                     | 14                  |
| Partido por el Trabajo, Estado de Derecho, Protección de los Animales, Fomento de las Elites e Iniciativas Democráticas de Base | Die PARTEI           | Simone Kaletsch         | 4                      | 27                  |
| Futuro. | Z.                   | Lars Schmidt            | 4                      | 7                   |
| Partido Democrático de Base de Alemania                                                                                         | die Basis            | David Claudio Siber     | 18                     | 13                  |
| Partido de los Humanistas | Die Humanisten       | Marvin Weidemeier       | 2                      | 6                   |
| Partido para la Investigación en Salud                                                                                          | Gesundheitsforschung | Steffen Möller          | –                      | 5                   |
| Partido Ser Humano, Medio Ambiente y Protección de los Animales                                                                 | Tierschutzpartei     | Janine Bahr-van Gemmert | –                      | 10                  |
| Volt Alemania | Volt                 | Simon Wadehn            | 10                     | 6                   |
| Alianza C - Cristianos para Alemania                                                                                            | Bündnis C            | –                       | 2                      | –                   |
| Partido de las Familias de Alemania                                                                                             | FAMILIE              | –                       | 1                      | –                   |
| Reformadores Liberal-Conservadores                                                                                              | LKR                  | –                       | 3                      | –                   |
| Candidatos independientes |                      | –                       | 3                      | –                   |

## Campaña
El 15 de agosto de 2021, la oficina regional del Partido Socialdemócrata de Alemania (SPD) propuso por unanimidad la nominación como líder electoral de Thomas Losse-Müller — director de la cancillería regional bajo el mandato de Torsten Albig y miembro de Alianza 90/Los Verdes hasta 2020 — y no la de la presidenta regional y del grupo parlamentario en el Landtag Serpil Midyatli, quien había sido originalmente propuesta. Un congreso ratificó esta elección el 5 de febrero de 2022 por el 94% de los votos a favor, estando el candidato conectado por videoconferencia por un caso de COVID-19 en su entorno.
La ministra estatal de Hacienda, Monika Heinold, y la vicepresidenta del Parlamento, Aminata Touré, anunciaron el 3 de noviembre de 2021 que serían la pareja de líderes de Alianza 90/Los Verdes (Grünen) para la elección de 2022.
El 20 de noviembre, la asamblea de delegados del Partido Democrático Libre (FDP) validó la propuesta del presidente regional del partido y Ministro de Asuntos Sociales Heiner Garg de nombrar candidato al Ministro de Economía Bernd Buchholz: sobre los 199 miembros de la asamblea, 177 votaron a favor de esta opción, 15 se opusieron y siete se abstuvieron.
El 4 de diciembre, el presidente del grupo parlamentario de la Asociación de Votantes del Schleswig Meridional (SSW) Lars Harms fue designado cabeza de lista con un 95% de apoyo.
La conferencia electoral de Alternativa para Alemania (AfD), reunida en Elmshorn el 5 de febrero de 2022, eligió en la segunda vuelta al diputado Jörg Nobis como líder, al igual que cinco años antes, por 112 votos sobre 200, tras haber eliminado en la primera vuelta al presidente del grupo parlamentario en el Landtag.
El 20 de febrero, un congreso organizado por videoconferencia por Die Linke coloca en cabeza de lista a la portavoz de la asociación regional del partido, Susanne Spethmann.
En un congreso el 5 de marzo en Neumünster, la Unión Demócrata Cristiana de Alemania (CDU) aprobó su lista de candidatos a las elecciones por un 91%, colocando en primera posición a su presidente regional y ministro-presidente saliente, Daniel Günther. De los 76 candidatos, 39 son mujeres.

## Encuestas
| Encuestador                  | Fecha                    | Muestra | CDU  | SPD  | Grüne | FDP  | AfD | Linke | SSW | Otros |
| ---------------------------- | ------------------------ | ------- | ---- | ---- | ----- | ---- | --- | ----- | --- | ----- |
| Encuestador                  | Fecha                    | Muestra |      |      |       |      |     |       |     | Otros |
| Wahlkreisprognose            | 4–6 de mayo de 2022      | 918     | 39   | 17.5 | 17.5  | 7    | 5.5 | 2     | 5.5 | 6     |
| Forschungsgruppe Wahlen      | 2–5 de mayo de 2022      | 1,704   | 38   | 18   | 18    | 8    | 6   | -     | 6   | 6     |
| INSA                         | 25 Apr–2 de mayo de 2022 | 1,000   | 36   | 20   | 16    | 9    | 6   | 3     | 5   | 5     |
| Wahlkreisprognose            | 25–29 Apr 2022           | 913     | 39   | 18.5 | 17.5  | 7    | 5   | 2     | 5   | 6     |
| Forschungsgruppe Wahlen      | 25–28 Abr 2022           | 1,011   | 38   | 19   | 17    | 7    | 6   | 3     | 5   | 5     |
| Infratest dimap              | 25–27 Abr 2022           | 1,530   | 38   | 19   | 16    | 9    | 5   | –     | 5   | 8     |
| Wahlkreisprognose            | 16–23 Abr 2022           | 920     | 39.5 | 21   | 16    | 7    | 4.5 | 2     | 4   | 6     |
| Infratest dimap              | 13–19 Abr 2022           | 1,172   | 38   | 20   | 16    | 9    | 6   | –     | 4   | 7     |
| Wahlkreisprognose            | 23 Mar–2 Abr 2022        | 950     | 37   | 22   | 17    | 6.5  | 4.5 | 2     | 4   | 7     |
| Infratest dimap              | 24–29 Mar 2022           | 1,158   | 36   | 20   | 18    | 8    | 6   | –     | 4   | 8     |
| INSA                         | 21–28 Mar 2022           | 1,008   | 28   | 27   | 16    | 11   | 6   | 3     | 4   | 5     |
| Wahlkreisprognose            | 3–11 Mar 2022            | 1,020   | 35   | 19.5 | 19.5  | 9    | 5   | 2.5   | 5   | 4.5   |
| Infratest dimap              | 3–8 Mar 2022             | 1,168   | 33   | 20   | 20    | 9    | 6   | 3     | 4   | 5     |
| Wahlkreisprognose            | 10–19 Feb 2022           | 2,000   | 30   | 25   | 17    | 9    | 6   | 3     | 5   | 5     |
| INSA                         | 24–31 Ene 2022           | 1,003   | 25   | 28   | 15    | 12   | 7   | 4     | 3   | 6     |
| Wahlkreisprognose            | 19–27 Ene 2022           | 1,390   | 31   | 25   | 17    | 8    | 6   | 2     | 5.5 | 5.5   |
| Infratest dimap              | 13–18 Ene 2022           | 1,167   | 28   | 23   | 20    | 10   | 7   | 3     | 4   | 5     |
| Wahlkreisprognose            | 1–13 Dic 2021            | 1,030   | 24   | 29   | 20    | 12.5 | 4   | 2     | 4.5 | 4     |
| INSA                         | 15–22 Nov 2021           | 1,001   | 21   | 28   | 18    | 14   | 7   | 4     | 3   | 5     |
| Wahlkreisprognose            | 14–24 Oct 2021           | 945     | 23   | 29   | 22    | 14   | 3   | 2     | 4   | 3     |
| elecciones federales de 2021 | 26 Sep 2021              | –       | 22.0 | 28.0 | 18.3  | 12.5 | 6.8 | 3.6   | 3.2 | 5.6   |
| Infratest dimap              | 21–26 de mayo de 2021    | 1,220   | 28   | 15   | 27    | 11   | 6   | 4     | 3   | 6     |
| INSA                         | 10–17 de mayo de 2021    | 1,000   | 25   | 21   | 27    | 11   | 6   | 3     | 3   | 4     |
| Wahlkreisprognose            | 21–30 Mar 2021           | –       | 28   | 19   | 29    | 11   | 3   | 3     | 3.5 | 3.5   |
| INSA                         | 16–23 Nov 2020           | 1,002   | 33   | 20   | 24    | 8    | 6   | 3     | 3   | 3     |
| INSA                         | 13–20 Ene 2020           | 1,000   | 28   | 20   | 26    | 9    | 7   | 3     | 3   | 4     |
| elecciones europeas de 2019  | 26 de mayo de 2019       | –       | 26.2 | 17.1 | 29.1  | 5.9  | 7.4 | 3.7   |     | 10.6  |
| INSA                         | 28 Ene–4 Feb 2019        | 1,002   | 30   | 20   | 22    | 9    | 7   | 5     | 3   | 4     |
| Infratest dimap              | 12–18 Abr 2018           | 1,002   | 34   | 22   | 18    | 8    | 6   | 6     | 3   | 3     |
| elecciones federales de 2017 | 24 Sep 2017              | –       | 34.0 | 23.3 | 12.0  | 12.6 | 8.2 | 7.3   |     | 2.5   |
| Elecciones estatales de 2017 | 7 de mayo de 2017        | –       | 32.0 | 27.3 | 12.9  | 11.5 | 5.9 | 3.8   | 3.3 | 2.3   |

### Preferencia de Ministro-Presidente
| Encuestador             | Fecha      | Daniel Günther (CDU) | Thomas Losse-Müller (SPD) | Monika Heinold (Grüne) |
| ----------------------- | ---------- | -------------------- | ------------------------- | ---------------------- |
| Forschungsgruppe Wahlen | 05.05.2022 | 64 %                 | 11 %                      | 10 %                   |
| INSA                    | 03.05.2022 | 49 %                 | 13 %                      | —                      |
| Forschungsgruppe Wahlen | 29.04.2022 | 66 %                 | 8 %                       | 12 %                   |
| Infratest dimap         | 28.04.2022 | 61 %                 | 9 %                       | 10 %                   |
| Infratest dimap         | 21.04.2022 | 62 %                 | 8 %                       | 10 %                   |
| Infratest dimap         | 31.03.2022 | 62 %                 | 6 %                       | 11 %                   |
| Infratest dimap         | 10.03.2022 | 65 %                 | 5 %                       | 9 %                    |
| Infratest dimap         | 20.01.2022 | 58 %                 | 7 %                       | 12 %                   |

## Resultados
|                                                                              |                                                                                    |                    |                    |                    |                  |                  |                  |                  |       |
| Partido                                                                      | Partido                                                                            | Distrito electoral | Distrito electoral | Distrito electoral | Lista de partido | Lista de partido | Lista de partido | Total de escaños | +/–   |
| Partido                                                                      | Partido                                                                            | Votos              | %                  | Escaños            | Votos            | %                | Cambio           | Total de escaños | +/–   |
|                                                                              | Unión Demócrata Cristiana de Alemania (CDU)                                        | 577,506            | 41.9               | 32                 | 601,964          | 43.4             | 11.4             | 34               | 9     |
|                                                                              | Alianza 90/Los Verdes (GRÜNE)                                                      | 260,122            | 18.9               | 3                  | 254,158          | 18.3             | 5.4              | 14               | 4     |
|                                                                              | Partido Socialdemócrata de Alemania (SPD)                                          | 284,373            | 20.6               | 0                  | 221,496          | 16.0             | 11.3             | 12               | 9     |
|                                                                              | Partido Democrático Libre (FDP)                                                    | 84,520             | 6.1                | 0                  | 88,593           | 6.4              | 5.1              | 5                | 4     |
|                                                                              | Asociación de Votantes del Schleswig Meridional (SSW)                              | 48,551             | 3.5                | 0                  | 79,301           | 5.7              | 2.4              | 4                | 1     |
|                                                                              |                                                                                    |                    |                    |                    |                  |                  |                  |                  |       |
|                                                                              | Alternativa para Alemania (AfD)                                                    | 62,413             | 4.5                | 0                  | 61,141           | 4.4              | 1.5              | 0                | 5     |
|                                                                              | La Izquierda (DIE LINKE)                                                           | 29,739             | 2.2                | 0                  | 23,054           | 1.7              | 2.1              | 0                | ±0    |
|                                                                              | Partido Democrático de Base de Alemania (dieBasis)                                 | 9,684              | 0.7                | 0                  | 15,400           | 1.1              | Nuevo            | 0                | Nuevo |
|                                                                              | Die PARTEI                                                                         | 3,096              | 0.2                | 0                  | 10,292           | 0.7              | 0.2              | 0                | ±0    |
|                                                                              | Partido Ser Humano, Medio Ambiente y Protección de los Animales (Tierschutzpartei) | –                  | –                  | –                  | 10,227           | 0.7              | Nuevo            | 0                | Nuevo |
|                                                                              | Votantes Libres (FW)                                                               | 13,803             | 1.0                | 0                  | 8,190            | 0.6              | 0.0              | 0                | ±0    |
|                                                                              | Partido Pirata de Alemania (Piraten)                                               | –                  | –                  | –                  | 4,753            | 0.3              | 0.8              | 0                | ±0    |
|                                                                              | Volt Alemania (Volt)                                                               | 1,896              | 0.1                | 0                  | 4,215            | 0.3              | Nuevo            | 0                | Nuevo |
|                                                                              | Futuro (Z.)                                                                        | 442                | 0.0                | 0                  | 1,692            | 0.1              | 0.2              | 0                | ±0    |
|                                                                              | Partido de los Humanistas (Die Humanisten)                                         | 302                | 0.0                | 0                  | 1,603            | 0.1              | Nuevo            | 0                | Nuevo |
|                                                                              | Partido para la Investigación en Salud (Gesundheitsforschung)                      | –                  | –                  | –                  | 1,319            | 0.1              | Nuevo            | 0                | Nuevo |
|                                                                              | Reformadores Liberal-Conservadores (LKR)                                           | 368                | 0.0                | 0                  | –                | –                | 0.2              | 0                | ±0    |
|                                                                              | Partido de las Familias de Alemania (FAMILIE)                                      | 227                | 0.0                | 0                  | –                | –                | 0.6              | 0                | ±0    |
|                                                                              | Alianza C - Cristianos para Alemania (Bündnis C)                                   | 154                | 0.0                | 0                  | –                | –                | –                | 0                | Nuevo |
|                                                                              | Candidatos independientes                                                          | 1,656              | 0.1                | 0                  | –                | –                | –                | 0                | ±0    |
| Votos válidos                                                                | Votos válidos                                                                      | 1,378,852          | 98.7               |                    | 1,387,398        | 99.3             |                  |                  |       |
| Votos nulos                                                                  | Votos nulos                                                                        | 17,895             | 1.3                |                    | 9,349            | 0.7              |                  |                  |       |
| Total                                                                        | Total                                                                              | 1,396,747          | 100.0              | 35                 | 1,396,747        | 100.0            |                  | 69               | –4    |
| Votantes registrados/participación                                           | Votantes registrados/participación                                                 | 2,314,417          | 60.4               |                    | 2,314,417        | 60.4             | 3.8              |                  |       |
| Fuente: Landeswahlleiter Archivado el 14 de mayo de 2023 en Wayback Machine. |                                                                                    |                    |                    |                    |                  |                  |                  |                  |       |

## Formación de gobierno
La CDU se quedó a un escaño de la mayoría en el Landtag y podría formar una coalición con cualquiera de los otros partidos. Después de las elecciones, el Ministro-Presidente Günther manifestó su intención de buscar una renovación de la actual coalición Jamaica con los Verdes y el FDP. El 19 de mayo, anunció que las conversaciones exploratorias habían fracasado porque ninguno de los partidos más pequeños deseaba continuar con una coalición tripartita cuando solo se necesitaban dos partidos para obtener una mayoría. Cuatro días después, la CDU extendió una invitación a los Verdes para conversaciones de coalición, que fue aceptada. A medida que avanzaban las negociaciones a principios de junio, los dos partidos enfatizaron su compromiso mutuo con la protección del clima y la justicia social, y una transición rápida hacia la energía renovable y la neutralidad climática. También se encontró acuerdo en áreas políticas como la digitalización y la educación, mientras que no estuvieron de acuerdo en seguridad, agricultura, transporte y vivienda.
El 22 de junio, la CDU y los Verdes anunciaron que habían finalizado un acuerdo de coalición. En el nuevo gabinete, el número de ministros se incrementó en uno ya que la cartera de agricultura se separó de la de medio ambiente y energía. El Ministerio de Salud también fue transferido del Ministerio de Asuntos Sociales al Ministerio de Justicia. Cinco ministros (Economía, Justicia, Educación, Interior y Agricultura) fueron asignados a la CDU y tres a los Verdes. Entre ellos, Monika Heinold siguió siendo viceministra-presidenta y ministra de Finanzas, mientras que Tobias Goldschmidt se convirtió en ministro de Medio Ambiente y Aminata Touré en ministra de Asuntos Sociales. El acuerdo fue aprobado por abrumadora mayoría por los congresos de ambos partidos el 27 de junio, con los Verdes registrando cuatro votos en contra y la CDU ninguno.
Daniel Günther fue reelegido Ministro-Presidente por el Parlamento Regional el 29 de junio, obteniendo 47 votos de los 66 emitidos, incluidas cuatro abstenciones.